# Petter Lennartsson
Petter Oskar Lennartsson, född 13 mars 1988 i Bäckseda församling i Jönköpings län, är en svensk fotbollsspelare (försvarare) som från säsongen 2011 spelar i Norge och Nybergsund IL.

## Karriär
I allsvenska Kalmar FF, dit han värvats från Myresjö IF (moderklubben är dock Bäckseda IF), fick Lennartsson ganska lite speltid trots en allsvensk debut så tidigt som 2008 i en hemmamatch mot Helsingborgs IF. Under säsongen 2010 var han därpå följdriktgit utlånad till Jönköping Södra där han spelade 24 matcher. Efter lånets utgång och återkomst till Kalmar FF stod det i januari 2011 klart att inget nytt kontrakt skulle erbjudas och Petter fick efter 6 år i föreningen söka ny klubbadress.
Från säsongen 2011 blev Norge och Nybergsund IL Lennartsson nya hemvist.

## Meriter
Kalmar FF
- Svensk mästare 2008
- Supercupen 2009